# 羅茲多利亞 (洛佐瓦區)
49°11′53″N 36°20′39″E / 49.19806°N 36.34417°E
羅茲多利亞（烏克蘭語：Роздолля）是位於烏克蘭東部的村莊，由哈爾科夫州洛佐瓦區的比利亞伊夫卡市鎮負責管轄。該村始建於1887年，面積1.47平方公里，海拔高度155米，2001年人口626，人口密度每平方公里426.4人。